# Xylanthemum
Xylanthemum é um género botânico pertencente à família Asteraceae.